# Mémoires de l’Institut d’ethnologie
Mémoires de l’Institut d’ethnologie war eine französische ethnologische Publikationsreihe, die am Institut d’ethnologie der Université de Paris erschien. Die Reihe umfasst insgesamt 36 Nummern. Ihre ersten Bände erschienen 1968. Die Reihe erschien bis 1999. Führende französische Fachvertreter haben an der Reihe mitgewirkt.

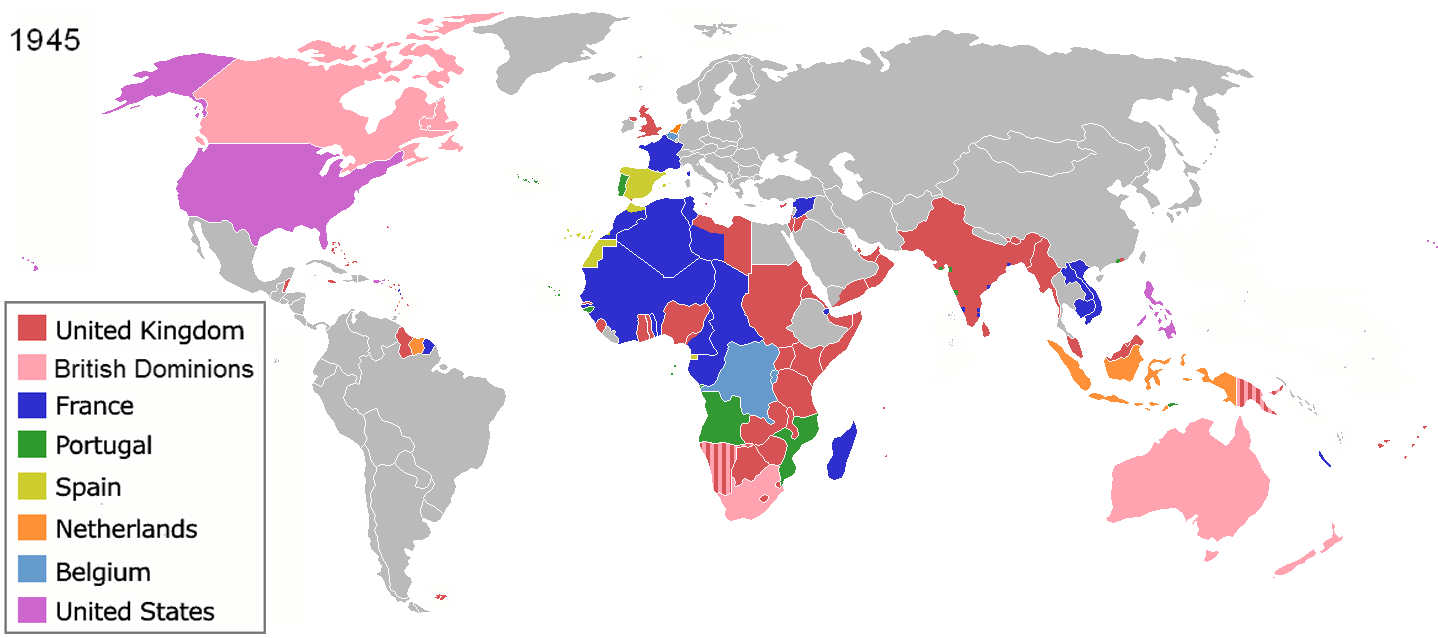
Kolonialmächte und Kolonialgebiete 1945 (Frankreich: dunkelblau)

## Bände
Übersicht
- 1 BERNUS (S.): Particularismes ethniques en milieu urbain : l'exemple de Niamey. Paris, 1968
- 2 BECQUELIN P.: Archéologie de la région de Nébaj - Guatémala. Paris, 1969
- 3 OLIVIER DE SARDAN J. P.: Système des relations économique et sociales chez les Wogo (Niger). Paris, 1969
- 4 LAVALLEE D.: Les représentations animales dans la céramique mochica. Paris, 1970
- 5 BEAUDOUIN (F.): Le Bateau de Berck. Paris, 1970
- 6 PAQUES (V.): Les Sciences occultes d'après les documents littéraires italiens du XVIe siècle. Paris, 1971
- 7 FERCHIOU (S.): Techniques et sociétés : Exemple de la fabrication des chéchias en Tunisie. Paris, 1971
- 8 JUILLERAT (B.): Les bases de l'organisation sociale chez les Mouktélé (Nord-Cameroun) - Structures lignagères et mariage. Paris, 1971
- 9 CAPRON (J.): Communautés villageoises bwa (Mali - Haute volta). Paris, 1973
- 10 ESPIRAT (J.-J.), GUIART (J.), LAGRANGE (M. S.), RENAUD (M.): Système des titres, électifs ou héréditaires, dans les Nouvelles-Hébrides Centrales d'Efate aux îles Shepherd. Paris, 1973
- 11 GOUELLAIN (R.): Douala, ville et histoire. Paris, 1975
- 12 COHEN (C.): Grandir au quartier kurde. Rapports de générations et modèles culturels d'adolescents israéliens d'origine kurde. Paris, 1975 *13 MBOT (J.-E.): Ebughi bifia, "Démonter les expressions". Enonciation et situations sociales chez les Fang du Gabon. Paris, 1975
- 14 JEAN (S.) Les Jachères en Afrique Tropicale. Interprétation technique et foncière. Paris, 1975
- 15 MACDONALD (C.): Une société simple. Parenté et résidence chez les Palawan. Paris, 1977
- 16 LE MOUEL (J.-F.): "Ceux des mouettes". Les Eskimo naujâmiut. Groënland-Ouest. Paris, 1978
- 17 BENSA (A.): Les Saints guérisseurs du Perche-Gouët. Paris, 1978
- 18 JAMIN (J.): La tenderie aux grives chez les Ardennais du Plateau. Paris, 1979
- 19 FRIBOURG (J.): Fêtes à Saragosse. Paris, 1980
- 20 DEMESSE (L.): Techniques et économie des Pygmées BABINGA. Paris, 1980
- 21 THOUVENOT (M.): Chalchihuitl. Le jade chez les Aztèques. Paris, 1982
- 22 LEMONNIER (P.): Paludiers de guérande. Production du sel et histoire économique. Paris, 1984
- 23 COLLIN (P.-C.): L'essor collectif des Monts du Lyonnais. Paris, 1984
- 24 DELAPORTE (Y.) & ROUE (M. M.): Une communauté d'éleveur de rennes. Vie sociale des Lapons de Kautokeino. Paris, 1986
- 25 NICOLAS (G.): Don rituel et échange marchand dans une société sahélienne. Paris, 1986
- 26 CHEVALLIER (D.): L'homme, le porc, l'abeille et le chien. La relation homme-animal dans le haut-Diois. Paris, 1987
- 27 FETTWEIS (M.): Coba et Xelha. Peintures murales mayas. Une lecture de l'image dans le quintana Roo postclassique. Paris, 1988
- 28 MARTINKUS (A.): Eglé, la reine des serpents. Un conte lithuanien. Paris
- 29 VILGARD (C.): Peurs et humour dans l'imaginaire lapon. Paris, 1992
- 30 DESPRINGRE (A. M.): Fête en Flandre. Rites et chants populaires du Westhoek français. Paris, 1993
- 31 JOURNET (N.): La paix des jardins. Structures sociales des Indiens curripoco du haut Rio Negro. Paris, 1995
- 32 DUCHESNE (V.): Le cercle de kaolin. Boson et initiés en terre anyi (Côte d'Ivoire). Paris, 1996
- 33 OLIVIER (G.): Moqueries et métamorphoses d'un dieu Aztèque. Tezcatlipoca, "le seigneur au miroir fumant". Paris, 1997
- 34 RAULIN (A.): Manhattan ou la mémoire insulaire. Paris, 1997
- 35 MEUNIER (O.): Les voies de l'islam au Niger dans le Katsina indépendant du XIXe au XXe siècle. Paris, 1998
- 36 SAURIN (P.): Teocuicatl. Chants sacrés des anciens Mexicains. Paris, 1999